# Saison 1996-1997 du Stade Malherbe Caen
Chronologie
Saison précédente Saison suivante
En 1996-1997, le Stade Malherbe de Caen évolue en première division, à la suite du titre de champion de France de D2 remporté la saison passée. 
En difficulté toute la saison, le club termine à la 17e place, synonyme de relégation du fait de la réduction de la première division de vingt à dix-huit clubs cette année-là.

## Transferts

### Arrivées
| Nom                  | Poste     | Nationalité sportive | Transfert | Provenance            |
| -------------------- | --------- | -------------------- | --------- | --------------------- |
| Étienne Mendy        | attaquant | France               | transfert | FC Sochaux            |
| Grzegorz Lewandowski | milieu    | Pologne              | transfert | Legia Varsovie        |
| Stéphane Roche       | milieu    | France               | transfert | Olympique lyonnais    |
| Marc Delaroche       | gardien   | France               | transfert | AS Monaco             |
| Jimmy Hebert         | milieu    | France               | transfert | USL Dunkerque         |
| Jean-Yves De Blasiis | milieu    | France               | prêt      | Girondins de Bordeaux |
| Anthony Bancarel     | attaquant | France               | prêt      | Girondins de Bordeaux |
| Alen Bajkusa         | attaquant | Bosnie-Herzégovine   | transfert | South China AA        |
| Joachim Fernandez    | milieu    | France- Sénégal      | prêt      | Girondins de Bordeaux |

### Départs
| Nom                 | Poste     | Nationalité sportive | Transfert | Destination              |
| ------------------- | --------- | -------------------- | --------- | ------------------------ |
| Franck Priou        | attaquant | France               | transfert | FC Martigues             |
| Bill Tchato         | défenseur | Cameroun             | transfert | ASOA Valence             |
| Samuel Michel       | attaquant | France               | transfert | FC Sochaux               |
| Yvan Lebourgeois    | défenseur | France               | transfert | Saint-Denis Saint-Leu FC |
| Laurent Dufour      | milieu    | France               | transfert | SCO Angers               |
| Stéphane Lemarchand | attaquant | France               | transfert | FC Mulhouse              |
| Christophe Duboscq  | attaquant | France               | transfert | USL Dunkerque            |
| Claude Barrabé      | gardien   | France               | transfert | US Créteil               |

## Effectif

### Joueurs utilisés
| Joueur         | D1     | D1   |
| Joueur         | Matchs | Buts |
| -------------- | ------ | ---- |
| Luc Borrelli   | 22     | 0    |
| Marc Delaroche | 17     | 0    |

| Joueur          | D1     | D1   |
| Joueur          | Matchs | Buts |
| --------------- | ------ | ---- |
| Bernard Héréson | 10     | 0    |
| Stéphane Moreau | 30     | 0    |
| William Gallas  | 18     | 0    |
| David Sommeil   | 25     | 0    |
| Jimmy Hebert    | 17     | 1    |
| Stéphane Lièvre | 32     | 1    |
| Milos Glonek    | 25     | 0    |
| Richard Lecour  | 10     | 0    |

| Joueur               | D1     | D1   |
| Joueur               | Matchs | Buts |
| -------------------- | ------ | ---- |
| Jean-François Péron  | 17     | 0    |
| Stéphane Tanguy      | 3      | 0    |
| Stéphane Roche       | 22     | 2    |
| Stéphane Dedebant    | 35     | 1    |
| Raphaël Guerreiro    | 37     | 5    |
| Christophe Duboscq   | 9      | 0    |
| Arnaud Tanguy        | 6      | 0    |
| Grzegorz Lewandowski | 28     | 0    |
| Jean-François Péron  | 17     | 0    |
| Jean-Yves De Blasiis | 19     | 0    |
| Joachim Fernandez    | 26     | 1    |

| Joueur           | D1     | D1   |
| Joueur           | Matchs | Buts |
| ---------------- | ------ | ---- |
| Anthony Bancarel | 27     | 6    |
| Frédéric Née     | 22     | 9    |
| Étienne Mendy    | 16     | 4    |
| Pascal Vahirua   | 25     | 1    |
| Alen Bajkusa     | 14     | 2    |

## Les rencontres de la saison

### Championnat de D1
| Date       | Journée | Adversaire             | Lieu | Score | Buteurs SMC | Class. | Public |
| ---------- | ------- | ---------------------- | ---- | ----- | ----------- | ------ | ------ |
| 10/08/1996 | 1re     | RC Lens                | Dom. | 0 - 2 |             | 20e    |        |
| 16/08/1996 | 2e      | Paris Saint-Germain    | Ext. | 2 - 0 |             | 20e    |        |
| 24/08/1996 | 3e      | Olympique lyonnais     | Dom. | 1 - 1 |             | 20e    |        |
| 26/08/1996 | 4e      | Havre AC               | Ext. | 1 - 1 |             | 17e    |        |
| 03/09/1996 | 5e      | FC Metz                | Dom. | 0 - 0 |             | 16e    |        |
| 06/09/1996 | 6e      | AJ Auxerre             | Ext. | 2 - 0 |             | 17e    |        |
| 14/09/1996 | 7e      | Stade rennais FC       | Dom. | 0 - 0 |             | 17e    |        |
| 20/09/1996 | 8e      | SC Bastia              | Ext. | 4 - 2 |             | 17e    |        |
| 28/09/1996 | 9e      | OGC Nice               | Dom. | 1 - 2 |             | 19e    |        |
| 02/10/1996 | 10e     | LOSC Lille Métropole   | Ext. | 1 - 0 |             | 19e    |        |
| 05/10/1996 | 11e     | Girondins de Bordeaux  | Dom. | 0 - 0 |             | 19e    |        |
| 11/10/1996 | 12e     | Olympique de Marseille | Ext. | 0 - 1 |             | 19e    |        |
| 19/10/1996 | 13e     | RC Strasbourg          | Dom. | 3 - 0 |             | 18e    |        |
| 25/10/1996 | 14e     | EA Guingamp            | Dom. | 0 - 1 |             | 18e    |        |
| 02/11/1996 | 15e     | AS Nancy Lorraine      | Ext. | 1 - 2 |             | 18e    |        |
| 06/11/1996 | 16e     | FC Nantes              | Dom. | 0 - 0 |             | 18e    |        |
| 13/11/1996 | 17e     | Montpellier Hérault SC | Ext. | 0 - 0 |             | 18e    |        |
| 16/11/1996 | 18e     | AS Monaco FC           | Dom. | 0 - 1 |             | 18e    |        |
| 22/11/1996 | 19e     | AS Cannes              | Ext. | 2 - 0 |             | 18e    |        |
| 28/11/1996 | 20e     | Paris Saint-Germain    | Dom. | 1 - 3 |             | 18e    |        |
| 07/12/1996 | 21e     | Olympique lyonnais     | Ext. | 3 - 0 |             | 19e    |        |
| 14/12/1996 | 22e     | Havre AC               | Dom. | 4 - 0 |             | 18e    |        |
| 20/12/1996 | 23e     | FC Metz                | Ext. | 2 - 2 |             | 18e    |        |
| 26/01/1997 | 24e     | AJ Auxerre             | Dom. | 2 - 3 |             | 18e    |        |
| 01/02/1997 | 25e     | Stade rennais FC       | Ext. | 1 - 1 |             | 18e    |        |
| 22/02/1997 | 27e     | OGC Nice               | Ext. | 1 - 1 |             | 18e    |        |
| 08/03/1997 | 28e     | LOSC Lille Métropole   | Dom. | 1 - 0 |             | 18e    |        |
| 15/03/1997 | 29e     | Girondins de Bordeaux  | Ext. | 3 - 1 |             | 18e    |        |
| 23/03/1997 | 30e     | Olympique de Marseille | Dom. | 1 - 0 |             | 18e    |        |
| 26/03/1997 | 31e     | RC Strasbourg          | Ext. | 2 - 0 |             | 18e    |        |
| 06/04/1997 | 32e     | EA Guingamp            | Ext. | 1 - 1 |             | 18e    |        |
| 11/04/1997 | 26e     | SC Bastia              | Dom. | 2 - 2 |             | 18e    |        |
| 16/04/1997 | 33e     | AS Nancy Lorraine      | Dom. | 1 - 1 |             | 18e    |        |
| 26/04/1997 | 34e     | FC Nantes              | Ext. | 1 - 1 |             | 19e    |        |
| 29/04/1997 | 35e     | Montpellier Hérault SC | Dom. | 0 - 1 |             | 19e    |        |
| 04/05/1997 | 36e     | AS Monaco FC           | Ext. | 2 - 2 |             | 19e    |        |
| 17/05/1997 | 37e     | AS Cannes              | Dom. | 3 - 0 |             | 17e    |        |
| 24/05/1997 | 38e     | RC Lens                | Ext. | 0 - 0 |             | 17e    |        |

### Coupe de France
| Date | Tour | Adversaire | Lieu | Score | Buteurs SMC | Public |
| ---- | ---- | ---------- | ---- | ----- | ----------- | ------ |